# Saint-Mars-sur-la-Futaie
Saint Mars sur la Futaie là một xã của tỉnh Mayenne, thuộc vùng Pays de la Loire, tây bắc nước Pháp.